# Misión civilizadora
La misión civilizadora (en francés: mission civilisatrice; en portugués: Missão civilizadora) fue una razón para la intervención o la colonización, que pretendía contribuir a la expansión de la civilización. Fue usada principalmente en relación con la occidentalización de los pueblos indígenas entre los siglos XV y XX.
Las potencias coloniales europeas (así como los gobiernos de los países americanos del siglo XIX) sintieron que era su deber llevar la civilización occidental a lo que percibían como pueblos atrasados. En lugar de simplemente gobernar a los pueblos coloniales, los europeos tratarían de occidentalizarlos de acuerdo con una ideología colonial conocida como «asimilación». Esta teoría se apoya en lo que se denomina darwinismo social que se aplica a la civilización es, dice que solamente las naciones más fuertes tienen derecho a sobrevivir, y las perdedoras tienen que supeditarse a la más fuerte.
Los orígenes intelectuales de la misión civilizadora se remontan a la Edad Media. Los pensadores europeos habían naturalizado el cambio social al usar la metáfora del desarrollo. En el siglo XVIII, la historia llegó a ser vista como un inevitable proceso interminable y unilineal de evolución social con las naciones europeas tomando la delantera. Los colonialistas vieron a las naciones «atrasadas» como intrínsecamente incapaces. Los pensadores «progresistas» como el marqués de Condorcet postularon el deber sagrado de ayudar a aquellos pueblos «que, para civilizarse, solo esperan recibir nuestros medios, encontrar hermanos entre los europeos y convertirse en sus amigos y discípulos».
Los puntos de vista evolucionistas sobrevivieron al colonialismo. Los teóricos de la modernización declararon que las costumbres tradicionales tenían que ser destruidas y que las sociedades tradicionales tenían que adaptarse o desaparecer.
La crítica del desarrollo ve el desarrollo como continuación de la misión civilizadora colonial. Llegar a ser civilizado siempre ha significado volverse «como nosotros», por lo tanto, «civilizar» ahora significaba que a la larga todas las sociedades tenían que convertirse en sociedades de consumo, renunciando a sus tradiciones y hábitos nativos.
El pinkwashing, la estrategia de promover la protección de los derechos LGBT como evidencia del liberalismo y la democracia, ha sido descrita como una continuación de la misión civilizadora utilizada para justificar el colonialismo, esta vez sobre la base de los derechos LGBT en los países occidentales.